# مدیریت تولید (کتاب)
مدیریت تولید کتابی از سید مهدی الوانی و نصرالله میرشفیعی است که در سال ۱۳۶۸ منتشر و در مراسم کتاب سال جمهوری اسلامی ایران به‌عنوان کتاب شایسته تقدیر معرفی شد.
این کتاب از منابع درسی رشته علوم انسانی است. 